# ماتيا بوتاني
ماتيا بوتاني (24 مايو 1991 ببرن في سويسرا - ) هو لاعب كرة قدم سويسري في مركز الوسط. لعب مع نادي لوغانو.

## وصلات خارجية
- ماتيا بوتاني على موقع الاتحاد الأوربي (الإنجليزية)
- ماتيا بوتاني على موقع قاعدة بيانات كرة القدم.إي يو (الإنجليزية)
- ماتيا بوتاني على موقع Soccerway.com (الإنجليزية)
- ماتيا بوتاني على موقع عالم كرة القدم.نت (الإنجليزية)